# قوس النصر (برشلونة)
قوس النصر (بالكاتلانية: Arc de Triomf) هو نصب تذكاري يقع عند تقاطع باسيو دي سان خوان مع لا روندا دي سان بيدرو في مدينة برشلونة الإسبانية. تم إنشائه من قبل المعماري جوسيب فيلاسيكا ليكون البوابة الرئيسية للمعرض الدولي في برشلونة عام 1888. فيما تمت أعمال الديكور النحتية من قبل كل من جوسيب ريينيس وجوسيب ليمونا وأنطوني فيلانوفا وتوركوات تاسو ومانويل فوشا وبيري كاربونيل.
وخلافًا لما هو موجود في أقواس النصر الأخرى ذات الطابع العسكري، فإن قوس النصر في برشلونة له طابع مدني بغاية الوصول إلى التقدم الفني والعلمي والاقتصادي. فقد استخدم قوس النصر كغاية، في بعض الأحيان، للطرق السريعة الأكثر شعبية وأهمية في برشلونة مثل طريق جان بوين أو ماراثون برشلونة. وأيضًا، تم استخدامه سابقًا كمكان لإقامة المهرجانات والفعاليات الموسيقية مثل بريمافيرا سوند. وقد تم ترميم النصب في عام 1989.

## الهيئة
يبلغ ارتفاع قوس النصر 30 مترًا، ويتميز أسلوب بنائه بالانتقائي مع الحداثي والرومانسكي والأسلوب المدجن الجديد. وفي أعلى القوس، يوجد دروع 49 مقاطعة إسبانية، والتي تتوسطهم وتُعد الأكبر فيما بينهم، تُمثل شعار درع برشلونة؛ وقد تم صناعتهم من الحجر الصناعي وبدون ألوان. وبإغلاق القوس من كلا الجانبين، تظهر شخصية الخفاش، وهو من الحيوانات التي ظهرت بشكل كبير في تيار الحداثة. وكان القوس بمثابة بوابة دخول المعرض عام 1888، والذي قاد إلى باركيه دي لا ثيوداديلا. وكان مقررًا عقد الافتتاح في 20 مايو عام 1888، ولكن وقتها لم تكتمل أعمال البناء، فتم تأجيلها إلى 17 سبتمبر عام 1901 ليشهد الافتتاح الرسمي له.

## معلم ذو أهمية ثقافية
تم تسجيل هذا المعلم بوصفه من المعالم الثقافية ذات الأهمية المحلية أثناء عملية جرد وحصر معالم التراث الثقافي الكتالونية بكود رمزه 08019/1053.